# 이웃사촌
《이웃사촌》은 2020년에 개봉한 대한민국의 영화이다.

## 캐스팅
- 정우 : 유대권 역
- 오달수 : 이의식 역
- 김희원 : 김 실장 역
- 김병철 : 동식 역
- 이유비 : 이은진 역
- 조현철 : 영철 역
- 지승현 : 동혁 역
- 김선경 : 영자 역
- 염혜란 : 여수댁 역
- 정희태 : 한 비서 역
- 김세동 : 김세동의원 역
- 정현준 : 이예준 역
- 김동규 : 중권 역
- 김기천 : 경찰간부 역
- 황병국 : 보도국장 역
- 한승주 : 민성 역
- 정찬우 : 정찬우교수 역
- 유정호 : 양 의원 역
- 민경옥 : 대권모 역
- 임병수 : 재야인사 1 역
- 강승완 : 경찰 1 역
- 이동영 : 경찰 2 역
- 황윤성 : 경찰 3 역
- 이태윤 : 이 기자 역
- 조정원 : 오 기자 역
- 고봉구 : 김실장요원 1 역
- 정완희 : 김실장요원 2 역
- 박준혁 : 김실장요원 3 역
- 고건한 : 대학생 1 역
- 권일헌 : 대학생 2 역
- 성규찬 : 젊은대권부 역
- 강정임 : 젊은대권모 역
- 정지훈 : 어린대권 역
- 문태유 : 어린중권 / 어린예준 역
- 하지안 : 어린민성 역
- 김혜정 : 열 받은 아줌마 역
- 이동용 : 계란남 1 역
- 김봉성 : 계란남 2 역
- 오누리 : 밀가루녀 역
- 이승훈 : 뉴스앵커 역
- 강충훈 : 아나운서 역
- 김주연 : 여기자 역
- 전우재 : 의식 운전기사 역
- 박지홍 : 사육사 역
- 나종민 : 재야인사 역
- 심성효 : 재야인사 역
- 홍현종 : 재야인사 역
- 유재상 : 재야인사 역
- 김형구 : 재야인사 역
- 김성락 : 재야인사 역
- 송용환 : 재야인사 / 신부님 역
- 어주선 : 문상객 할배 역
- 현정애 : 문상객 역
- 강경자 : 문상객 역
- 이도은 : 방송국 어리버리남 역
- 임용순 : 방송국 사장단 역
- 엄태옥 : 방송국 사장단 역
- 김호준 : 공작조 역
- 정재헌 : 공작조 역
- 정한빈 : 공작조 역
- 정영섭 : 공작조 역
- 이동훈 : 공작조 역
- 이은주 : 민노국 아내 역
- 이한솔 : 민노국 딸 역
- 홍대의 : 민노국 아들 역
- 고안홍 : 추기경 역
- 김성준 : 미사진행남 역
- 유대환 : 예령회 역
- 황영철 : 복사 역
- 강대일 : 복사 역
- 임대건 : 경찰 역
- 장세용 : 경찰 역
- 박석준 : 전경 역
- 최대희 : 전경 역
- 백수현 : 전경 역
- 송태완 : 도청요원 역
- 김경섭 : 도청요원 역
- 서가빈 : 김실장 여비서 역
- 이유환 : 고문요원 역
- 정윤선 : 1호차 운전기사 역
- 김진구 : 차기대통령 역
- 조남현 : 4성 장군 역
- 채장열 : 3성 장군 역
- 이정철 : 판사 역
- 박준기 : 정치인 역
- 고재운 : 정치인 역
- 오성현 : 스튜어디스 역
- 송화진 : 스튜어디스 역
- 박문재 : 이발사 역
- 이상은 : 이발사 보조 역
- 홍은진 : 한국 통역사 역
- 이현일 : 병원의사 역
- 강지혜 : 간호사 역
- 이정명 : 간호사 역
- 황필수 : 간호사 역
- 김지호 : 간호사 역
- 박전규 : 기동경찰 역
- 김승진 : 기동경찰 역
- 김우진 : 전대련의장 역
- 안웅기 : 이문세 (목소리) 역
- 박철민 : 민노국 역 (특별출연)
- 심이영 : 지영 역 (특별출연)

## 같이 보기
- 2020년 대한민국의 영화 목록